# Fußball-Zentralasienmeisterschaft
Die Fußball-Zentralasienmeisterschaft (englisch: Central Asian Football Association Nations Cup) der Männer ist ein Wettbewerb für Nationalmannschaften der Central Asian Football Association (CAFA). In diesem Turnier wird der Zentralasienmeister ermittelt. Die erste Austragung sollte im Oktober 2018 in Usbekistan stattfinden, das Turnier wurde jedoch abgesagt.

## Turniere im Überblick
| 2018 Details | Usbekistan                 | Nicht ausgetragen | Nicht ausgetragen | Nicht ausgetragen | Nicht ausgetragen | Nicht ausgetragen | Nicht ausgetragen |
| 2023 Details | Kirgisistan / Usbekistan   | Iran              | 1:0               | Usbekistan        | Oman              | 1:0               | Kirgisistan       |
| 2025 Details | Tadschikistan / Usbekistan |                   |                   |                   |                   |                   |                   |